# Eisenbahnunfall von Kenn

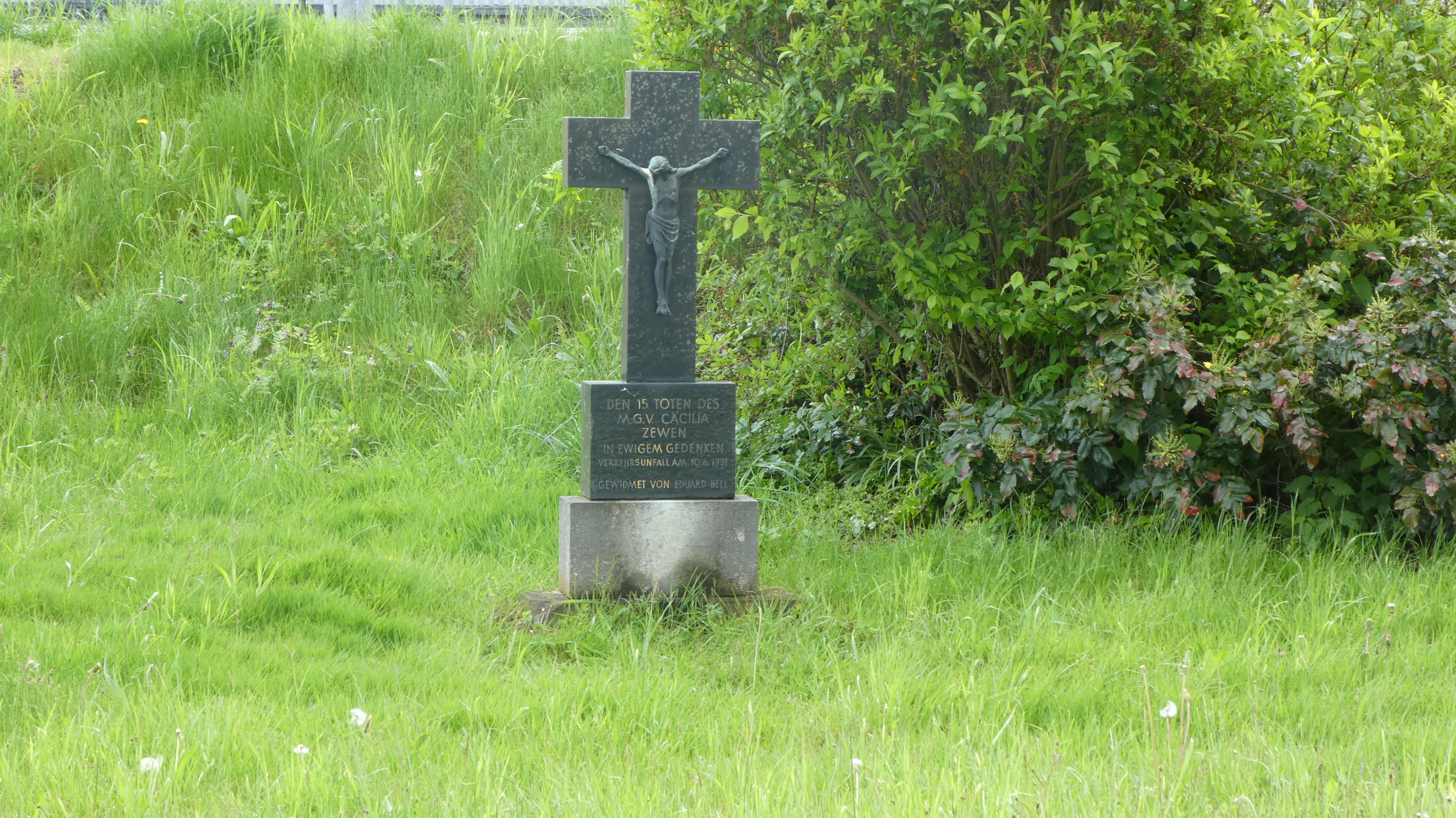
Unfallkreuz mit der Inschrift „Den 15 Toten des / M.G.V. Cäcilia / Zewen / In ewigem Gedenken / Verkehrsunfall am 10.6.1951 / Gewidmet von Eduard Bell“

Der Eisenbahnunfall von Kenn am 10. Juni 1951 war ein besonders schwerer Eisenbahnunfall an einem Bahnübergang auf der Moselbahn zwischen den Bahnhöfen Ruwer West und Kenn. 15 Menschen starben. In der Nähe der Unfallstelle erinnert heute ein Unfallkreuz an das Geschehen.

## Ausgangslage
Die Moselbahn war eine Kleinbahn, die damals von der Vereinigte Kleinbahn AG mit Sitz in Frankfurt am Main betrieben wurde. Die Strecke querte zwischen den Bahnhöfen Ruwer West und Kenn die damalige Bundesstraße 49. Hier bestand ein unbeschrankter Bahnübergang. Der Zug kam aus Richtung Trier und wurde von einer C-gekuppelten Dampflokomotive gezogen.
Der Männergesangverein „Cäcilia“ aus Zewen war mit 75 Personen, um seinen verstorbenen Dirigenten zu ehren, zu dessen Grab nach Wittlich gefahren. Von dort fuhren die Teilnehmer nach Bremm und verbrachten dort einige Stunden bis zur Heimfahrt gegen 21 Uhr. Der dazu genutzte Bahnbus mit Anhänger der Deutschen Bundesbahn fuhr über Schweich zurück. Der Fahrer stand unter Alkoholeinfluss.

## Unfallhergang
Gegen 22:46 Uhr näherte sich der Zug mit der vorgeschriebenen Geschwindigkeit von 15 km/h dem Bahnübergang und gab durch Pfeifen das vorgeschriebene Warnzeichen. Dieses wurde wohl aufgrund des Motorengeräuschs im Bus und des Lärms, den die Fahrgäste verursachten, vom Fahrer nicht gehört. Straßenseitig war der Bahnübergang ebenfalls ordnungsgemäß durch entsprechende Verkehrszeichen gesichert. Auf der Straße näherte sich der Omnibus mit dem Männergesangverein. Der Bahnübergang war für Fahrer von Fahrzeugen, die in Richtung Ruwer fuhren, schwer einsehbar. Der Zusammenprall war so heftig, dass die Lokomotive mit ihren drei Achsen aus dem Gleis gehoben wurde und sich quer auf die Straße stellte. Der hintere Teil des Omnibusses wurde aufgerissen, der Anhänger umgestoßen und zertrümmert.
15 Menschen starben: 6 Personen wurden sofort getötet und 9 weitere erlagen ihren Verletzungen später im Krankenhaus. Weitere 20 Menschen wurden darüber hinaus schwer, weitere 13 leicht verletzt.
Der Fahrer kam unverletzt davon und wurde später zu neun Monaten Freiheitsstrafe verurteilt.